# Lytocarpia crucialis
Lytocarpia crucialis is een hydroïdpoliep uit de familie Aglaopheniidae. De poliep komt uit het geslacht Lytocarpia. Lytocarpia crucialis werd in 1816 voor het eerst wetenschappelijk beschreven door Lamouroux. 